# Goodwood kastély
A Goodwood kastély a Richmond hercegek székhelye 1697 óta. A Richmond hercegek II. Károly leszármazottai, akik egyben bírják Lennox hercege, Gordon hercege és Aubigny hercege címeket is.

## A kastély
Az eredetileg I. Jakab uralkodása alatt épült úri rezidenciát a 17 éves első Richmond herceg már 1689-ben meglátogatta, rendszeresen visszatért ide rókavadászatra. A herceg, II. Károly törvényesített fia, először bérbe vette, majd 1697-ben megvásárolta a jakobinus stílusú házat és a parkot. Ehhez a fia, a második herceg, körülbelül 1723-ban hozzátoldott egy kis vörös téglából készült négyszögletes épületet. Ez még mindig áll a jelenlegi ház fő részétől nyugatra. Az Erzsébet-kori házat lebontották, és James Wyatt (1746–1813) újjáépítette a harmadik Richmond herceg számára. A belső és külső munkák befejezetlenek maradtak a harmadik herceg 1806-os halála után. A házat valószínűleg egy nyolcszögletű udvar alakú épületnek szánták, de csak három oldala épült meg, a végeken és az oldalak csatlakozásánál kör alakú tornyokkal. Az épület két–, a tornyok háromszintesek.
A Goodwood-ház falai négyzet alakú kőből készültek, a tetejét pala borítja, míg a tornyokat rézkupolás tető fedi. Az épületet fogazott párkány és mellvéd díszíti. A középső oldalon kilenc ablak található, középen pedig egy kétszintes portikusz (oszlopfolyosó) helyezkedik el, amelyet lent hat dór oszlop, fent pedig hat ión oszlop alkot, és a felső részt mellvéd koronázza. A földszinti ablakokat stukkózott íves keretezés veszi körül. A keleti oldalon öt ablak van, a középső három ablakos rész kiugrik, tetején mellvéddel. A külső földszinti ablakok félkörívesek, míg a középső ablak konzolokon álló oromzattal van díszítve. A nyugati oldal hasonló kialakítású, de a kiugró középső rész tetején oromzat található mellvéd helyett. A tornyok mindegyike négy ablakkal rendelkezik. Az épület valamennyi ablaka eredeti osztóléces kialakítású maradt meg.
A kastélyt is gondozó Goodwood Estate lakóingatlan-portfóliója – 134 lakó– és 34 kereskedelmi épület – nemcsak a birtok területén található, hanem Lavant, Singleton, Charlton, East Dean, Halnaker, Boxgrove, Westhampnett és Westerton falvaiban is. Az ingatlanok közül 54 II. fokozatú védettségű. A kereskedelmi egységek pajtákat, irodákat, hangárokat és istállókat jelentenek.
- A bálterem tükör által
- Bejárat, fogadószoba
- A könyvtár
- Tölgyfa bútoros hálószoba
- A gobelin szalon
- Sárga szalon

## Goodwood Művészeti Gyűjtemény
A Goodwood Művészeti Gyűjtemény eredete a Stuart királyi házhoz vezethető vissza. A gyűjtemény alapját Louise de Kérouaille, II. Károly francia szeretője értéktárgyai képezték. A gyűjteményt a Stuart királyi család portréi gazdagították, amellyel a második Richmond herceg gyarapította a képtárat. Szintén hozzá köthetők az első Canaletto-festmények, amelyeket Londonban rendelt meg.
Épület
A második herceg szintén aktívan részt vett az új palladiánus mozgalomban, ő építtette a bankettpavilont, Carnè-t és a Kagylóházat, valamint rendelt kandallókat és bútorokat William Kenttől, amelyek eredetileg a londoni Richmond House számára készültek, de ma már a Goodwood Gyűjtemény részét képezik. Goodwood House alatti alagutak folyosóit egykor kitömött egzotikus állatokkal töltötték meg, hogy meglepjék a női vendégeket, a férfiak pedig hősként léphessenek fel.
Bútorok
A harmadik Richmond herceg (1735–1806) nemcsak további kiváló portrékkal gazdagította a Goodwood Művészeti Gyűjteményt, hanem párizsi nagyköveti időszakából Gobelin-kárpitokkal és a legnevesebb XVIII. századi francia bútorasztalosok alkotásaival is.
Kiemelkedő a nagy székcsoport, eredeti ötszínű lyoni vágott selyem bársony kárpitozással, valószínűleg Delanois, a neves asztalosmester műhelyében készült. A gyűjteményben további székek találhatók Gourdin, komódok Dubois és Latz, valamint egy coiffeuse Roger Vandercruse műhelyéből. A herceg annyira megszerette a francia bútorokat, hogy visszatérése után is folytatta gyűjtésüket. Későbbiekben is szerzett késő XV. Lajos-kori és neoklasszikus stílusú darabokat, köztük egy Couturier által készített komódot, egy François Rübestück által készített szekretert és egy Joseph Feuerstein által készített, elegáns női íróasztalt. Két jelentős, korábbi darab is szerepel a gyűjteményben Boulle műhelyéből, jól bemutatva a francia bútorok fejlődését a XVIII. században.
Szőnyeggyűjtemény
A Gobelin-faliszőnyegek Don Quijote történetének jeleneteit ábrázolják. A szőnyegek XV. Lajos rendelte sorozat részei, amelyet a király a magánkastélyába, Marly-ba szánt. Ez a kastély arra szolgált, hogy Louis XV visszavonulhasson a versailles-i udvar nyüzsgésétől. Végül azonban csak tizennyolc darabra tartott igényt a harminc darabból, amelyet a Gobelin-manufaktúrától rendelt, így néhányat odaajándékozott a királyi udvar kiválóságainak, köztük Richmond hercegének.
Festménygyűjtemény
A gyűjtemény eredete Louise de Keroualle, Portsmouth és Aubigny hercegnéjéhez kötődik. A gyűjteményben a Stuart-korszak számos remekműve található, köztük Van Dyck udvari festményei. Kiemelkedik Peter Lely alkotása, amely a király kedvenc húgát, Henriettát, Orléans hercegnéjét ábrázolja. Emellett számos francia művész alkotása is szerepel a gyűjteményben, akik Louise pártfogását élvezték. A Goodwood képgyűjtemény különlegessége a portrék hangsúlyos jelenléte, amelyek többnyire a család tagjait vagy a kapcsolódó királyi család tagjait ábrázolják. Az itt található művészek között szerepel Van Dyck, Canaletto, Reynolds, Romney, Stubbs, Lely és a chichesteri John és George Smith testvérek.
- Canaletto olajfestménye (1747) a londoni Richmond House egyik emeleti szobájából nyújt kilátást az istállóudvarra, ahol egy inas hajlong egy vendég előtt. A kép bal szélén a Parliament Street látható, amely ma a Whitehall része. A jobb oldalon a Banqueting House, a régi Whitehall-palota maradványa tűnik fel, amely 1698-ban leégett.
- Canaletto másik festményén (1747) a Temze és a City épületei láthatók. A távolban Szent Pál katedrálisa magasodik a város többi temploma fölé, míg a folyón céhbárkák sorakoznak.
- George Stubbs 1759-60-as olajfestményén Richmond 3. hercege központi alak a ló hátán, mellette testvére, Lord George Lennox[m 3]. A festmény minden kutyája egyedi portré.
- Versenylovak edzése Goodwoodban, George Stubbs olajfestménye (1759). A festményen a Richmond hercegére jellemző sárga díszegyenruha látható, amelyet a zsokék és az istállószemélyzet viseltek.[m 4]
- Peter Lely (1618–1680) képén szabadon festett kosztümben Henrietta hercegnő, Fülöp orléans-i herceg feleségének, XIV. Lajos francia király sógornőjének udvarhölgye.

## Rendezvények
A Goodwood birtok területén rendezik meg évente a Goodwood Festival of Speed eseményt, míg az uradalom más részein található Goodwood Circuit motorsport pálya – amely a Chichester/Goodwood Repülőtér mellett található – ad otthont az éves Goodwood Revival rendezvénynek. A Goodwood Racecourse a híres „Glorious Goodwood“ lóversenyt és számos más versenyt is rendez. Az uradalom területén tartják továbbá a Goodwoof nevű éves kutyafesztivált. A birtok két golfpályát és egy krikettpályát is magában foglal. A Rolls-Royce Motor Cars központja szintén a birtokon található.